# Судновласник
Судновласник є власником торговельного судна (комерційного судна) і бере участь у судноплавній галузі. У комерційному розумінні цього терміна судновласник - це той, хто оснащує та експлуатує судно, як правило, для доставки вантажу за певною вантажною ставкою, або за тарифом на фрахт (задана ціна на перевезення певного вантажу між двома даними портами) або на основі найму (ставка на день). Судновласники зазвичай наймають ліцензовану бригаду та капітана, а не беруть на себе відповідальність за судно особисто. Зазвичай судновласник організовується через компанію, але також люди та інвестиційні фонди можуть бути власниками суден. Якщо власник суднової компанії, судновласник, як правило, здійснює технічне управління судном через компанію, хоча це також може бути передано в аутсорсинг або передано вантажовідправнику за допомогою бербоут-чартера. 
Судновласники, як правило, є членами національної палати судноплавства, такої як Британська палата судноплавства. Міжнародна палата судноплавства - це глобальна організація для власників суден та їх відповідних національних палат, що становить приблизно 80% всього світового судноплавного тоннажу .

## Обсяг відповідальності судновласників
Обсяг відповідальності судновласника при перевезенні вантажів по коносаменту за міжнародними правилами визначено в Гаазьких правилах. Відповідно до Гаагскими правилами судновласник (перевізник) зобов'язаний належним чином з проявом належної дбайливості вантажити, укладати, перевозити, зберігати і вивантажувати вантаж, що перевозиться.
У Гаазьких правилах також передбачено, що будь-який пункт, стаття чи умова в договорі перевезення, що звільняють перевізника від відповідальності за збитки, що виникають внаслідок недбалості, провини або упущень останнього, або зменшують цю відповідальність іншим чином, ніж це передбачено Гаагскими правилами, вважаються недійсними і не мають юридичної сили і правових наслідків.
Разом з тим відповідно до цих Правил перевізник може бути звільнений від відповідальності за втрати чи збитки, що стали результатом обставин непереборної сили, карантинних обмежень, військових дій, повстань або цивільних хвилювань, прихованих недоліків вантажу .
Крім того, в різних країнах діють свої національні системи відповідальності судновласників .